# الملعب البلدي الهادي بن رمضان برادس
الملعب البلدي الهادي بن رمضان برادس هو ملعب كرة قدم موجود في مدينة رادس من ولاية بن عروس في تونس يلعب فيه فريق النجم الرياضي الرادسي.